# ناحیه الکرامه
ناحیه الکرامه (به عربی: ناحیة الکرامة) یک ناحیه در سوریه است که در منطقه رقه واقع شده‌است. ناحیه الکرامه ۷۴٬۴۲۹ نفر جمعیت دارد.